# Arsène Letellier
Pour les articles homonymes, voir Letellier.

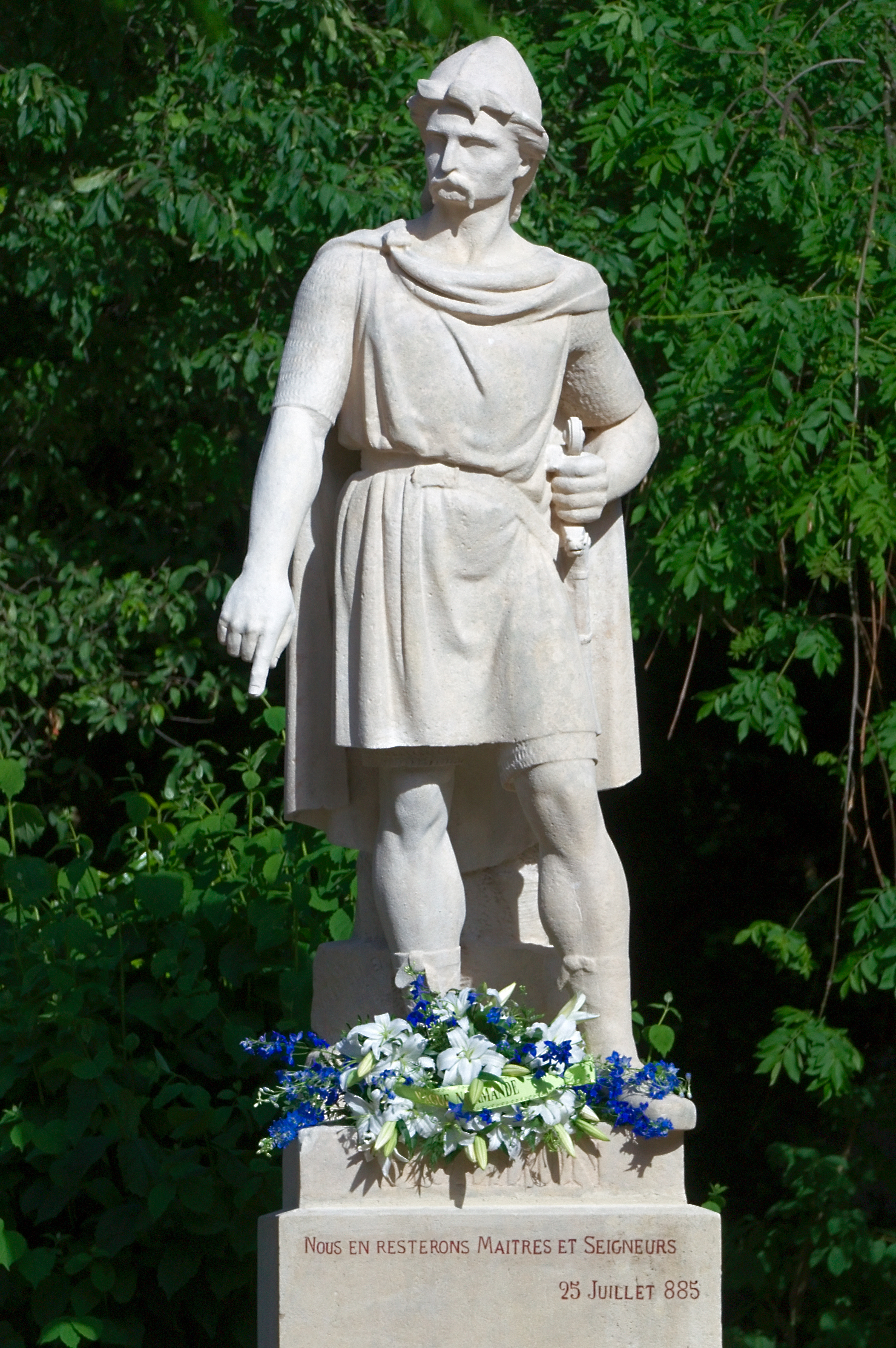
Statue de Rollon, Rouen, jardins de l'Hôtel-de-Ville.

Arsène Letellier, né le 28 mars 1833 à Rouen et mort le 5 février 1880 à Paris (14e arrondissement), est un sculpteur français.

## Biographie
Arsène Letellier est l'élève de Francisque Duret à l'École des beaux-arts de Paris. Il devient professeur à l'École des beaux-arts d'Amiens où il eut entre autres pour élève Athanase Fossé.

## Collections publiques
- Statue de Rollon, 1865, pierre de Chauvigny, Rouen, jardin de l'Hôtel-de-Ville. Il existe deux copies de cette statue : l'une à Ålesund (Norvège) et l'autre à Fargo (Dakota du Nord), réalisées par le sculpteur rouennais Alphonse Guilloux à l'occasion des fêtes du millénaire de la Normandie en 1911[2]
- Statues de Niépce et Daguerre, 1865, 89 rue Jeanne-d'Arc à Rouen
- Portail occidental avec bas-relief du Christ en gloire de l'église Saint-Germain-l'Auxerrois de Presles (Val-d'Oise), 1876

## Élèves
- Athanase Fossé (1851-1923), jusqu'en 1874